# Ornua

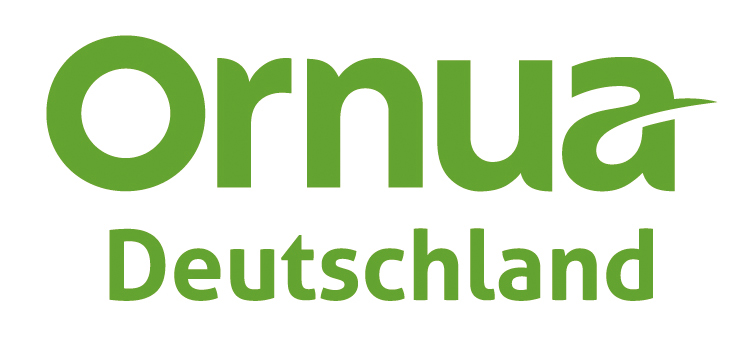

Die Ornua Deutschland GmbH mit Sitz in Neukirchen-Vluyn ist eine 100%ige Tochtergesellschaft der Ornua Co-operative Limited – einer genossenschaftlichen Organisation von ca. 14.000 irischen Milchbauern und deren Molkereien. Ornua Deutschland agiert als Vermarktungsgesellschaft der irischen Molkereimarke Kerrygold und ist einer der größten Vermarkter irischer Molkereiprodukte in Deutschland (Stand: 2021).
Das Wort Ornua kommt aus der irischen Sprache und bedeutet „Or“= Gold und „Nua“= Neu – also neues Gold.

## Geschichte
Die Ornua Deutschland GmbH (Ornua Deutschland) hat ihre Wurzeln in der irischen Ornua Co-operative Limited (Gründung 1961 in Dublin, vormals Irish Dairy Board, IDB). Dies ist eine genossenschaftliche Wirtschaftsorganisation, die milchverarbeitende Betriebe, Molkereien und ca. 14.000 Milchbauern Irlands vereint. In den 1970er-Jahren ging das damalige IDB eine Vertriebskooperation mit einem deutschen Importeur von Kerrygold Butter ein, der Krefelder Vereinigung Rheinischer Molkereien GmbH & Co. KG (VRM). Im Jahr 1973 entstand in Krefeld ein erster Abpackstandort der Marke Kerrygold. 1998 wurde aus der VRM eine 100%ige Tochter des IDB. Zum 1. Juli 2001 führte man den Firmennamen IDB Deutschland GmbH & Co. KG ein. 2015 wurde daraus der Name Ornua Deutschland GmbH.
Im Jahr 2007 hatte die Ornua Deutschland GmbH im Zuge der Expansion ihren Standort nach Neukirchen-Vluyn verlegt und den ersten Vertriebs- und Abpack-Standort in der Kerrygoldstraße 1 errichtet. Am 16. September 2017 schloss das Unternehmen mit dem zehnjährigen Standortjubiläum eine dritte Erweiterungsstufe des deutschen Ornua-Standortes ab. An diesem werden jährlich etwa 200 Millionen Päckchen Kerrygold Butter abgepackt. Die Butter kommt in 25 Kilogramm schweren Blöcken aus Irland, wird in Neukirchen-Vluyn in handelsübliche 250 g Päckchen verpackt und zu den Handelspartnern distribuiert.

## Management
Seit Januar 2023 ist Jens Gloeckner Geschäftsführer der Ornua Deutschland GmbH.

## Kennzahlen
Ornua Deutschland verzeichnet ein kontinuierliches Wachstum und hat Kerrygold von einer reinen Buttermarke zur Molkerei-Dachmarke entwickelt. Seit 2004 hat sich der Unternehmensumsatz verdreifacht und das Absatzvolumen mehr als verdoppelt (Stand 2019). Analog dazu stieg die Mitarbeiterzahl laut Unternehmen von ca. 80 nach dem Umzug in die Kerrygoldstraße (2007) auf ca. 280 Mitarbeiter im Jahr 2023 an.

## Tochtergesellschaften
Für den Vertrieb seiner Produkte hat Ornua Co-operative eigene Tochtergesellschaften gegründet, die neben Butter auch Käse vertreiben:
- USA (Irish Dairy Board Inc. und Distribution Plus Inc., beide in Wilmette, Illinois; vertreiben auch US-Molkereiprodukte)
- Großbritannien (The Kerrygold Company Ltd. und Adams Food Ingredients Ltd., beide in Leek, Staffordshire; Dairy Ingredients (UK) Ltd. in Windsor; North Downs Dairy Company Ltd. in Sittingbourne, Kent; The Meadow Cheese Company Ltd. in Ledbury, Herefordshire)
- Deutschland (siehe Kapitel Ornua Deutschland GmbH)

Im Jahr 2014 wurde der spanische Käsehersteller Luxtor, zuvor eine Tochter der Systemgastronomiekette Telepizza, übernommen.

## Ornua Deutschland GmbH

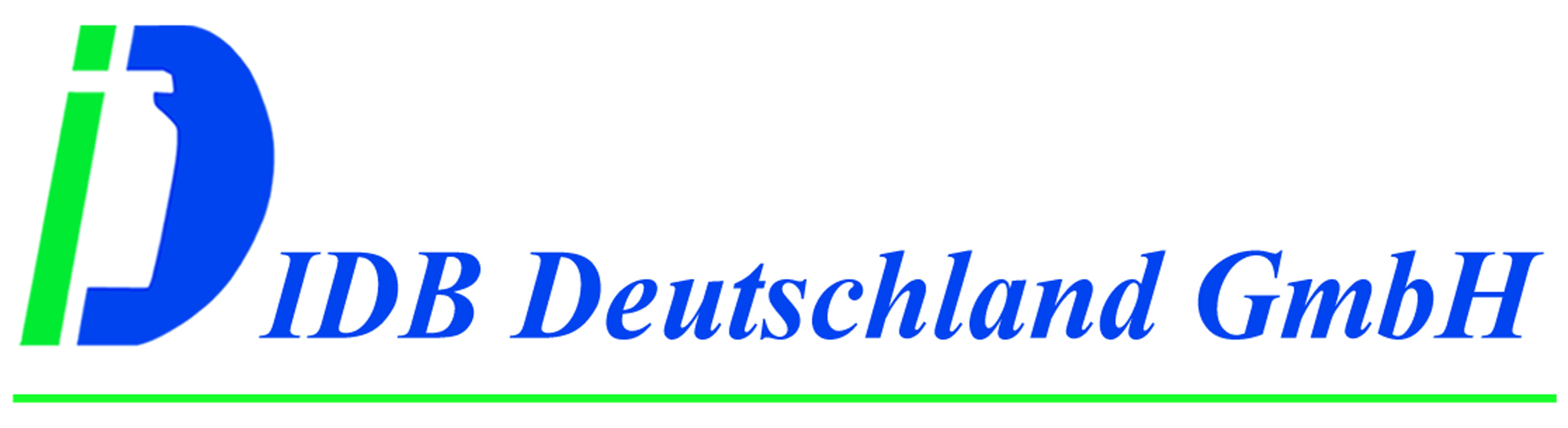
Logo von IDB Deutschland

Das Unternehmen gehört zu 100 % zur irischen Ornua Co-operative Limited, Dublin, einer genossenschaftlich organisierten Gesellschaft, an der etwa 14.000 irische Bauern beteiligt sind.
Seit 1973 wird Kerrygold-Butter in Deutschland vertrieben. Die Goldfolienverpackung entwickelte sich rasch als Markenzeichen und wurde von Beginn an durch Fernsehwerbung unterstützt. Der Absatz von inzwischen über 50.000 Tonnen erforderte den Neubau am Standort Neukirchen-Vluyn, der 2007 nach modernsten Kriterien auf der grünen Wiese entstand. Die zu verarbeitende Butter aus Irland wird tiefgefroren in 25-kg-Blöcken angeliefert, kontrolliert und im Kühlhaus zwischengelagert. Anschließend wird die Butter geknetet, ggfs. mit Zutaten gemischt (z. B. Kräuterbutter) und anschließend in handelsübliche Packungen verpackt.
Das Unternehmen wird jährlich nach IFS / BRC / ISO 50001 und nach dem ZNU-Standard „Nachhaltiger Wirtschaften Food“ durch TÜV Rheinland Cert zertifiziert.

### Marken
Die Ornua Deutschland GmbH vertreibt ihre Produkte ausschließlich unter der Marke Kerrygold. Dazu gehören heute neben Butter und Butterspezialitäten (Butter Ideen) auch Mischfette (Kerrygold extra), Käse und Frischkäse. Neben dem Sortiment für den Lebensmitteleinzelhandel werden auch Produkte für das Großverbrauchergeschäft vertrieben. Kerrygold beliefert u. a. Gastronomen, Restaurants, soziale Einrichtungen und den Großverbrauchersektor mit Käseprodukten (Kerrygold Food-Service). 

### Kritik
Die Süßrahmbutter der Marke Kerrygold wurde März 2018 von der Stiftung Warentest wegen extremer Keimbelastung mit mangelhaft bewertet.

## Belege
1. ↑  Erfahre alles über das Unternehmen | Kerrygold. In: Kerrygold. Abgerufen am 27. November 2023.
2. ↑  Über uns | Unternehmen. In: Kerrygold. Abgerufen am 27. November 2023.
3. ↑  VRM: Neuer Name - IDB Deutschland. In: food-service.de. Abgerufen am 27. November 2023.
4. ↑  https://www.ksi-krefeld.de/wp-content/uploads/2018/10/011_Artikel_Ornua_Werksausbau_2018_Anhaltendes-Wachstum.pdf
5. ↑  Molkereiindustrie: Ornua baut Produktionsstätte in Neukirchen-Vluyn wegen starker Nachfrage nach der Marke Kerrygold weiter aus. In: LVT Lebensmittel Industrie. Abgerufen am 27. November 2023.
6. ↑  Irische Butter besonders beliebt auf deutschen Broten. In: FAZ.NET. 11. September 2017, ISSN 0174-4909 (faz.net [abgerufen am 27. November 2023]).
7. ↑  Ornua Deutschland: Wechsel an der Spitze des Kerrygold-Vermarkters. In: lebensmittelzeitung.net. Abgerufen am 27. November 2023.
8. ↑  Irish Dairy Board übernimmt spanischen Käsehersteller - top agrar online, 9. September 2014
9. ↑  Extreme Keimbelastung bei Butter festgestellt - beliebte Marke fällt durch. In: infranken.de. 5. Juli 2023, abgerufen am 28. November 2023.